# Haus der Viviane
Das Haus der Viviane (französisch Hôtié de Viviane) ist eine von mehreren Megalithanlagen, die als Häuser der legendären Fee Viviane (aus der Artussage) gelten. Es liegt in der Gemeinde Paimpont, im Département Ille-et-Vilaine, westlich von Rennes im mythischen Wald von Brocéliande (französisch La Forêt de Brocéliande) in der Bretagne in Frankreich. Die Monumente in dem heute „Wald von Paimpont“ genannten Forst sind (aufgrund verheerender Waldbrände) wiederentdeckt worden. Ein Grabungsprogramm erfasste die Denkmäler zwischen 1982 und 1985 wissenschaftlich. 

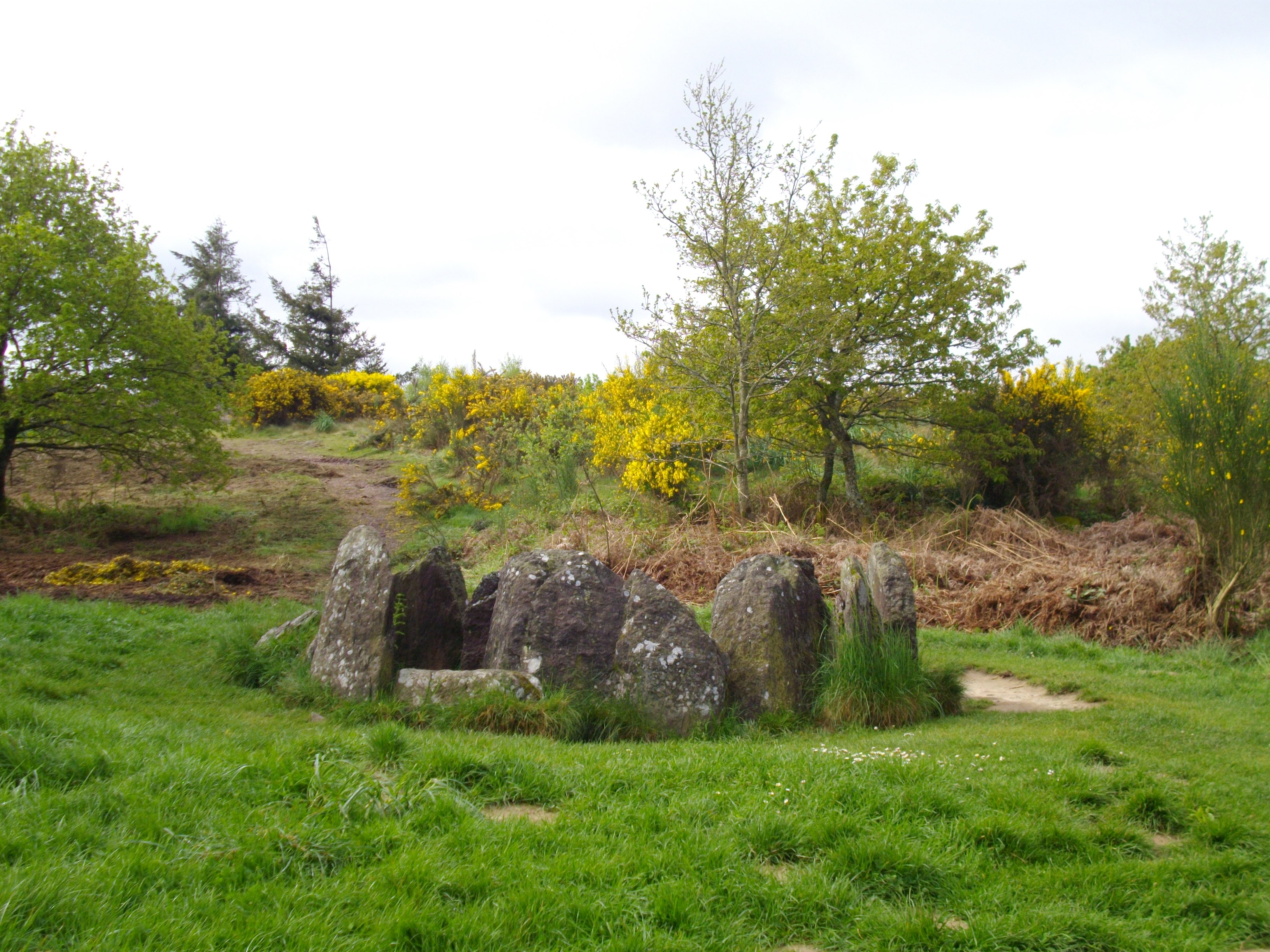
Haus der Viviane

Vom Haus der Viviane stehen nur noch die Tragsteine in Gestalt von zwölf Schieferplatten, die Bedachung ist verschwunden. Es misst im Inneren 2,9 m in der Länge und hat eine Breite von 1,6 m. Eine etwas niedrigere Steinplatte im Süden erlaubte den Zutritt zur Kammer. Rund herum, in einem Durchmesser von etwa 15,0 m, wurde ein Bereich aus klein geschlagenen Schieferplatten freigelegt. Die Platten waren schräg in den Boden getrieben worden. Gefunden wurden auch polierte Steinbeile aus dem Dolerit der Ader von Plussulien (Département Côtes-du-Nord), sowie Schleifsteine, Silex und zerscherbte Keramik des späten Neolithikums. Dieser Befund deckt sich mit der Radiokarbondatierung (3355 bis 2890 v. Chr.). Es handelt sich um ein außergewöhnlich kleines Steingrab zu einer Zeit, in der die längeren Allées couvertes zahlreich waren, besonders am Rande des Waldes von Paimpont. 
Der Dolmen, der früher „Druidengrab“ genannt wurde, liegt oberhalb des Tales ohne Wiederkehr (Val sans retour) bei La Guette in einer Waldlichtung. Dolmen ist in Frankreich der Oberbegriff für Megalithanlagen aller Art (siehe: Französische Nomenklatur).
In der Nähe liegen Merlins Grab und die Steinkiste von La Guette.